# Max Deen Larsen
Max Deen Larsen (* 6. März 1943 in Richfield, Utah; † 12. Januar 2018 in Baden, Österreich) war – gemeinsam mit seiner aus Deutschland stammenden Frau Verena – Gründer und Direktor des Franz-Schubert-Instituts in Baden bei Wien. Der US-amerikanisch-stämmige Wahl-Österreicher lehrte zeitweise auch an nordamerikanischen Universitäten und war außerordentlicher Professor für Musik an der Universität von Alberta in Kanada.

## Werdegang
Deen Larsen kam 1943 als Sohn von Max und Maida Larsen zur Welt. Larsen studierte Literaturwissenschaft und Philosophie am Reed College der Yale University und der Universität Wien. Er lebte seit 1973 in Baden bei Wien.
Er lehrte Lyrik an der Yale School of Music und an der Wiener Musikakademie, Operngeschichte in Stanford und war außerordentlicher Professor für Musik an der Universität von Alberta in Kanada. Er unterrichtete auch an anderen Schulen und Akademien. Deen Larsen war Gründer und Direktor des Franz-Schubert-Instituts in Baden.
Seit 1978 hat Larsen Sänger und Pianisten aus der ganzen Welt zu „Meisterkursen“ versammelt. Larsens Verdienste für die „Schubert-Tage“ würdigte die Stadt Baden durch besondere Anerkennung. Zu Deen Larsens Andenken fanden die sommerlichen Meisterkurse auch anlässlich des 40. Jubiläums 2018 statt, organisiert von seiner Frau „Vreni“ Larsen.
Larsen wurde am 30. Januar 2018 auf dem Stadtpfarrfriedhof Baden beigesetzt.